# 埃斯泰尔戈姆围城战 (1543年)
埃斯泰尔戈姆围城战发生于1543年7月25日至8月10日，苏丹苏莱曼大帝率领的奥斯曼帝国军队，围困位于今日匈牙利的埃斯泰尔戈姆城。这座城市在两周后被奥斯曼军队占领。

## 背景
1540年7月20日匈牙利统治者扎波尧伊·亚诺什去世后，

## 围城战
此后，匈牙利中部一直由奥斯曼帝国控制，直到1686年。

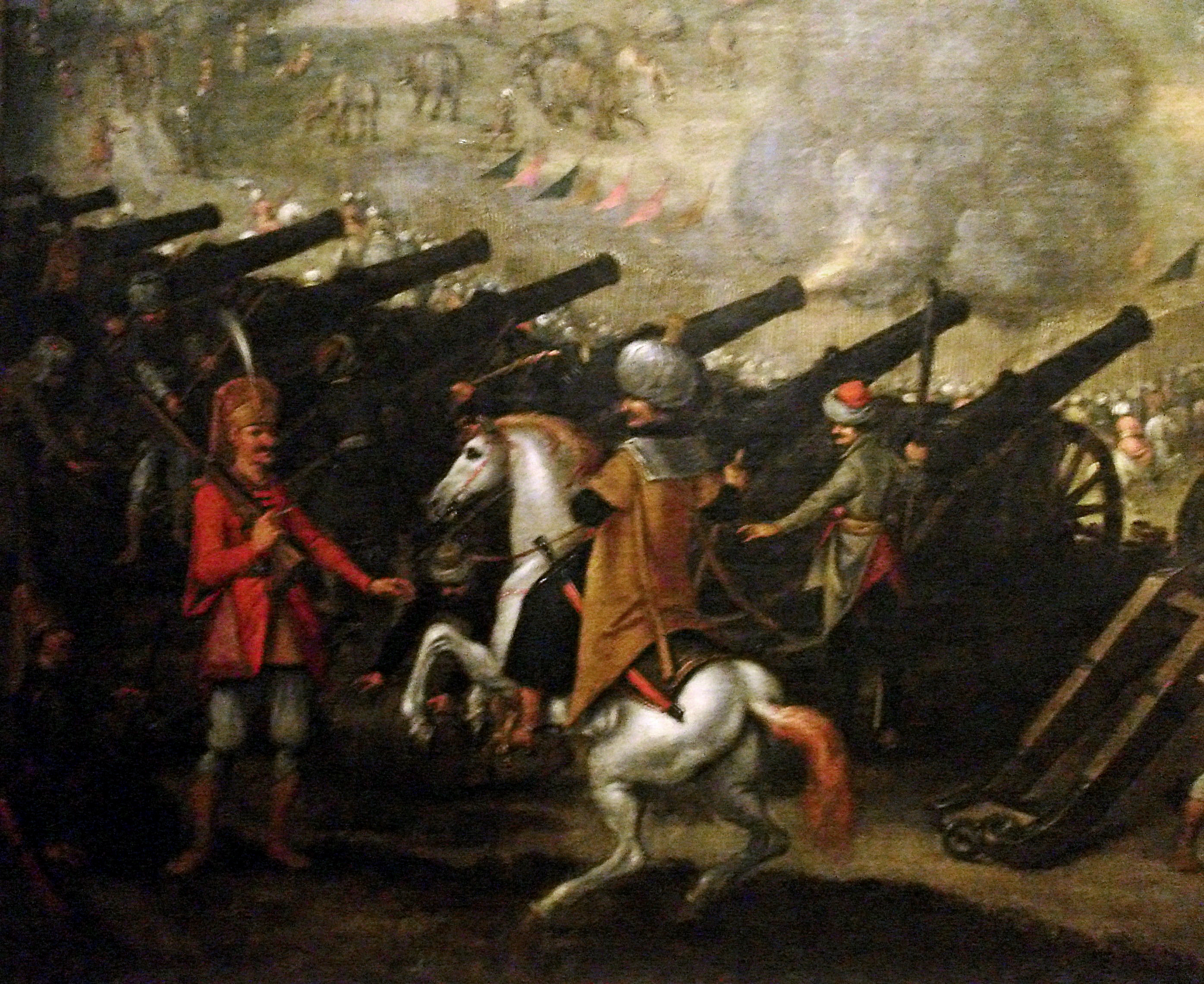
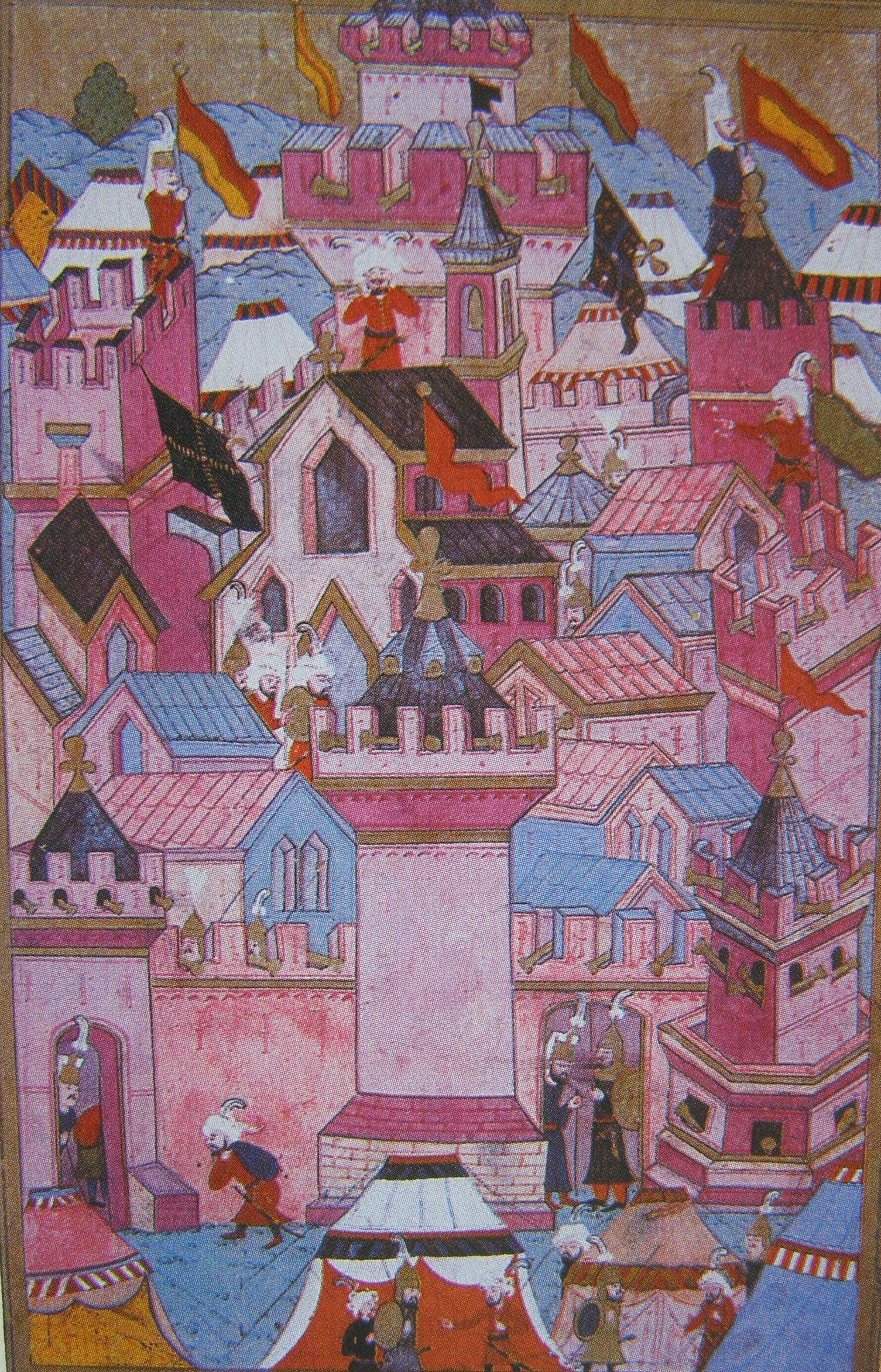
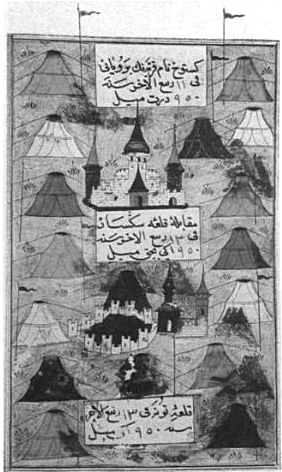
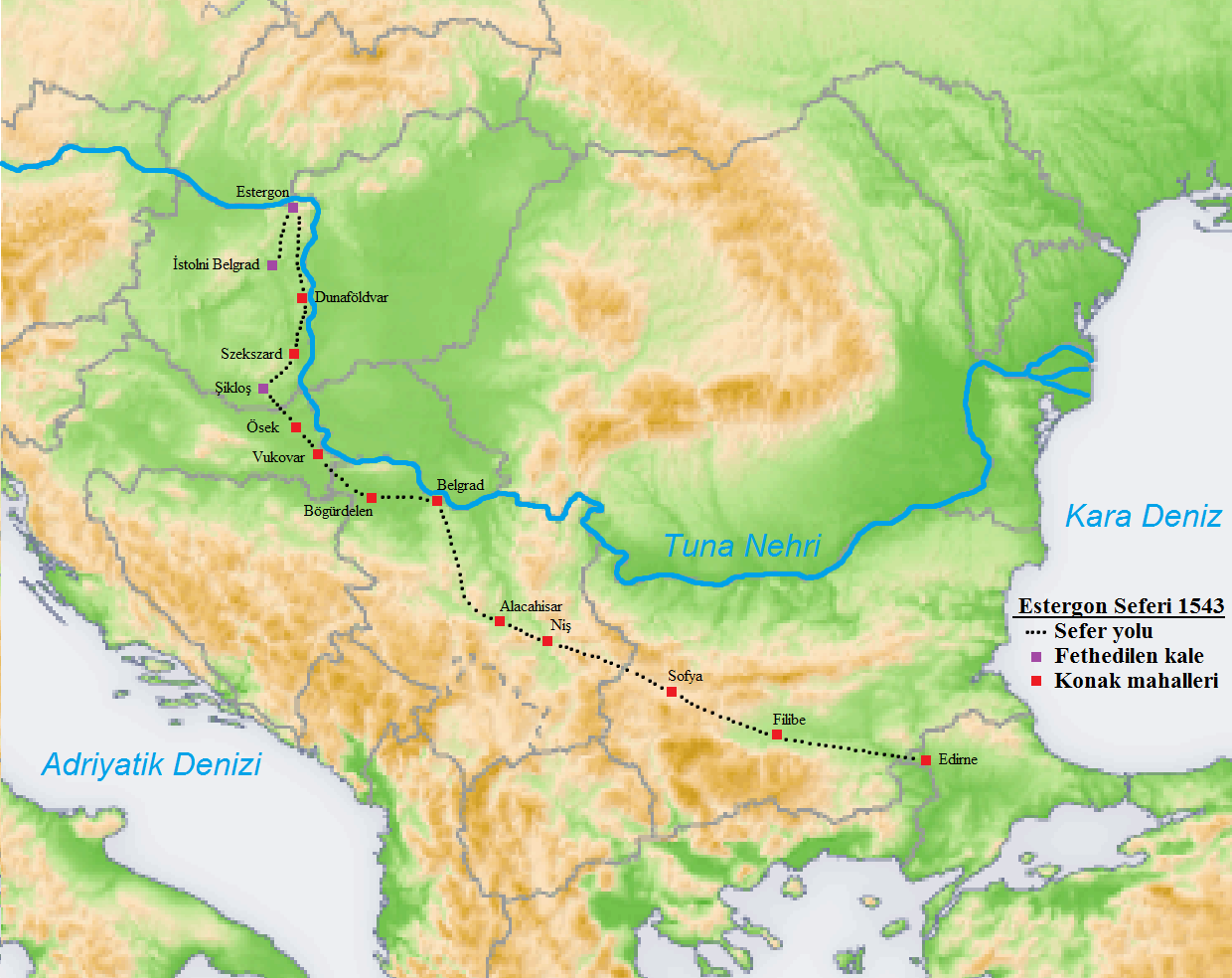